# Enrico I di Werle
Enrico I di Werle (XIII secolo – Saal, 8 ottobre 1291) è stato un principe di Meclemburgo e signore di Werle e di Werle-Güstrow.

## Biografia

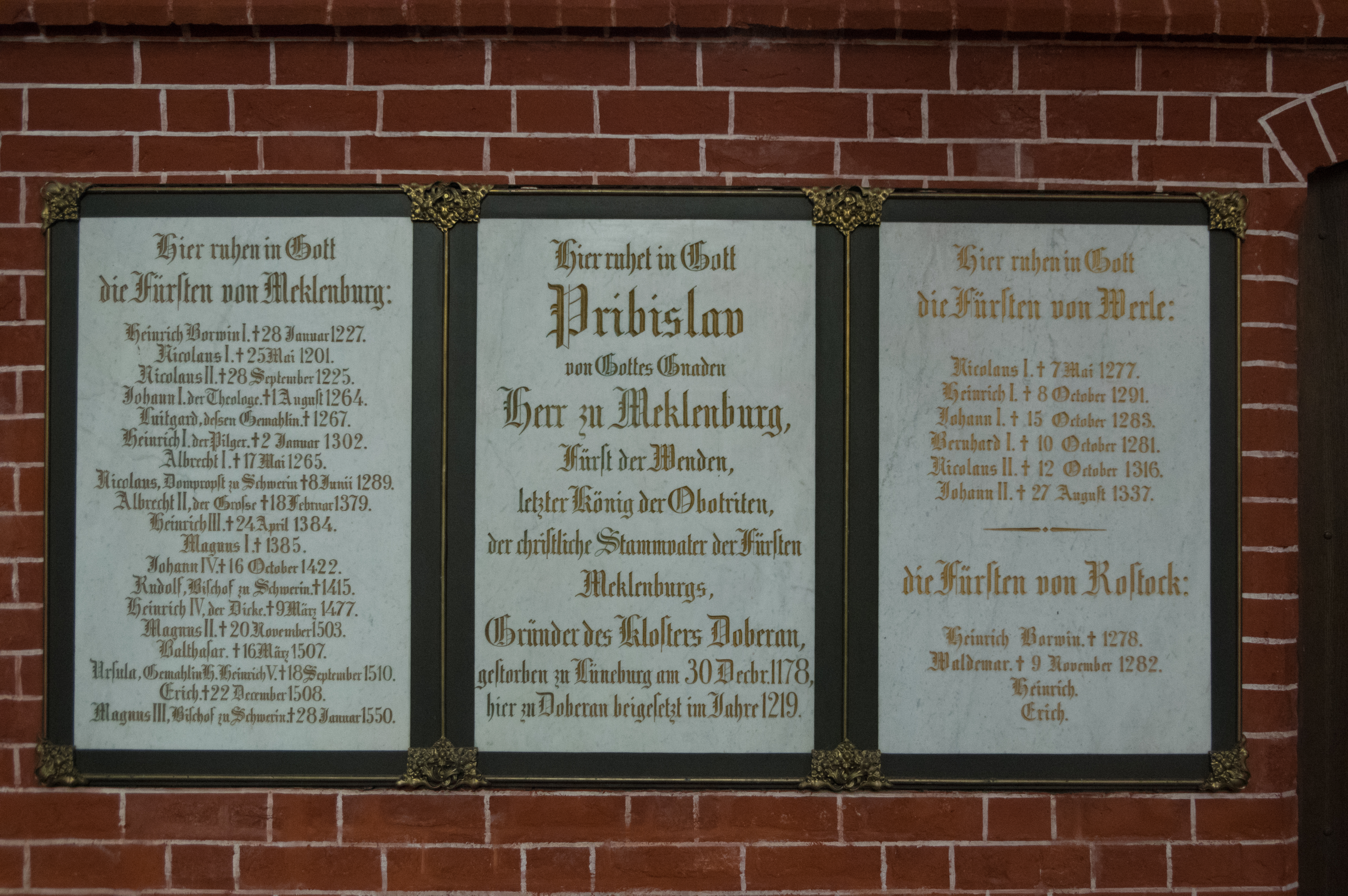
Memoriale della casata di Werle nel duomo di Doberan

Enrico I era figlio di Nicola I di Werle.
Alla morte del padre, nel 1277, Enrico e suo fratello Giovanni I governarono insieme la signoria di Werle fino al 1281, poi suddivisero la signoria. Enrico diede luogo alla linea Werle-Güstrow e Giovanni alla linea Werle-Parchim.
Enrico fu ucciso l'8 ottobre 1291, durante una battuta di caccia, dai suoi figli Enrico II e Nicola, nati dal suo primo matrimonio, che vedevano la loro eredità minacciata a causa del secondo matrimonio del padre con Matilde di Brunswick-Lünebug.
L'uccisione di Enrico I fornì al nipote Nicola II l'occasione per muovere guerra ai cugini e prendersi così la loro parte della signoria di Werle. Egli riuscì nell'intento nel 1294 in cui Enrico II e Nicola furono spodestati e la signoria di Werle riunifica.
Enrico è sepolto nel Duomo di Doberan.
Enrico I è stato sposato due volte. Il primo matrimonio fu nel 1262 con Rikissa Birgersdotter (morta nel 1288), da cui ebbe tre figli:
- Enrico II di Werle (morto nel 1308) sposò Beatrice di Pomerania (morta 1315-16), figlia di Barnim I, duca di Pomerania;
- Nicola di Werle-Güstrow (morto il 15 maggio 1298);
- Rixa di Werle (morta nel 1317) sposò Alberto II, duca di Brunswick-Lüneburg.

Il secondo matrimonio fu nel 1291 con Matilde di Brunswick-Lüneburg (morta nel 1302), figlia di Giovanni di Brunswick, duca di Luneburg.

## Ascendenza
|                                           |                                |                                                        | Genitori                           |  |  | Nonni |  |  | Bisnonni                                 |  |  | Trisnonni                           |  |
|                                           |                                |                                                        |                                    |  |  |       |  |  | Enrico Borwin I, principe di Meclemburgo |  |  | Pribislavo, granduca di Meclemburgo |  |
|                                           |                                |                                                        |                                    |  |  |       |  |  | Enrico Borwin I, principe di Meclemburgo |  |  | Pribislavo, granduca di Meclemburgo |  |
|                                           |                                | …                                                      |                                    |  |  |       |  |  | Enrico Borwin I, principe di Meclemburgo |  |  |                                     |  |
| Enrico Borwin II, principe di Meclemburgo |                                |                                                        |                                    |  |  |       |  |  | Enrico Borwin I, principe di Meclemburgo |  |  |                                     |  |
|                                           |                                | …                                                      | …                                  |  |  |       |  |  |                                          |  |  |                                     |  |
|                                           |                                | …                                                      | …                                  |  |  |       |  |  |                                          |  |  |                                     |  |
|                                           |                                | …                                                      | …                                  |  |  |       |  |  |                                          |  |  |                                     |  |
| Nicola I, signore di Werle                |                                | …                                                      |                                    |  |  |       |  |  |                                          |  |  |                                     |  |
|                                           |                                | Sverker II, re di Svezia                               | Carlo VII, re di Svezia            |  |  |       |  |  |                                          |  |  |                                     |  |
|                                           |                                | Sverker II, re di Svezia                               | Carlo VII, re di Svezia            |  |  |       |  |  |                                          |  |  |                                     |  |
|                                           |                                | Sverker II, re di Svezia                               | Kristina Stigsdotter Hvide         |  |  |       |  |  |                                          |  |  |                                     |  |
| Cristina di Svezia                        |                                | Sverker II, re di Svezia                               |                                    |  |  |       |  |  |                                          |  |  |                                     |  |
|                                           |                                | Benedikta Ebbesdotter Hvide                            | Ebbe Sunesson Hvide                |  |  |       |  |  |                                          |  |  |                                     |  |
|                                           |                                | Benedikta Ebbesdotter Hvide                            | Ebbe Sunesson Hvide                |  |  |       |  |  |                                          |  |  |                                     |  |
|                                           |                                | Benedikta Ebbesdotter Hvide                            | …                                  |  |  |       |  |  |                                          |  |  |                                     |  |
| Enrico I, signore di Werle-Güstrow        |                                | Benedikta Ebbesdotter Hvide                            |                                    |  |  |       |  |  |                                          |  |  |                                     |  |
|                                           | Bernardo III, duca di Sassonia | Alberto I, margravio di Brandeburgo e duca di Sassonia |                                    |  |  |       |  |  |                                          |  |  |                                     |  |
|                                           | Bernardo III, duca di Sassonia | Alberto I, margravio di Brandeburgo e duca di Sassonia |                                    |  |  |       |  |  |                                          |  |  |                                     |  |
|                                           | Bernardo III, duca di Sassonia | Sofia di Winzenburg                                    |                                    |  |  |       |  |  |                                          |  |  |                                     |  |
| Enrico I, principe di Anhalt              | Bernardo III, duca di Sassonia |                                                        |                                    |  |  |       |  |  |                                          |  |  |                                     |  |
|                                           |                                | Brigitta di Danimarca                                  | Canuto V, re di Danimarca          |  |  |       |  |  |                                          |  |  |                                     |  |
|                                           |                                | Brigitta di Danimarca                                  | Canuto V, re di Danimarca          |  |  |       |  |  |                                          |  |  |                                     |  |
|                                           |                                | Brigitta di Danimarca                                  | Elena di Svezia                    |  |  |       |  |  |                                          |  |  |                                     |  |
| Jutta di Anhalt                           |                                | Brigitta di Danimarca                                  |                                    |  |  |       |  |  |                                          |  |  |                                     |  |
|                                           |                                | Ermanno I, langravio di Turingia                       | Ludovico II, langravio di Turingia |  |  |       |  |  |                                          |  |  |                                     |  |
|                                           |                                | Ermanno I, langravio di Turingia                       | Ludovico II, langravio di Turingia |  |  |       |  |  |                                          |  |  |                                     |  |
|                                           |                                | Ermanno I, langravio di Turingia                       | Giuditta di Svevia                 |  |  |       |  |  |                                          |  |  |                                     |  |
| Ermengarda di Turingia                    |                                | Ermanno I, langravio di Turingia                       |                                    |  |  |       |  |  |                                          |  |  |                                     |  |
|                                           |                                | Sofia di Baviera                                       | Ottone I, duca di Baviera          |  |  |       |  |  |                                          |  |  |                                     |  |
|                                           |                                | Sofia di Baviera                                       | Ottone I, duca di Baviera          |  |  |       |  |  |                                          |  |  |                                     |  |
|                                           |                                | Sofia di Baviera                                       | Agnese di Loon                     |  |  |       |  |  |                                          |  |  |                                     |  |
|                                           |                                | Sofia di Baviera                                       |                                    |  |  |       |  |  |                                          |  |  |                                     |  |